# Teresa Labriola
Teresa Labriola (1873-1941) fue una escritora, jurista y feminista italiana, 

## Biografía
Nacida en 1873, fue profesora de Filosofía del Derecho en la Universidad de Roma. Era hija de Antonio Labriola, y fue la primera catedrática de universidad en Italia. Anticomunista y adscrita a una ideología fascista, inicialmente fue partidaria del sufragio femenino, pero terminó abandonando la defensa de este. Falleció en 1941.
Fue autora de trabajos como Revisione critica delle più recenti teorie sulle origini del diritto (1901), Del concetto teorico della societa civile, Studio sul problema del voto alla donna (1904), Problemi sociali della donna (1918), o «Il femminismo nella rinascita dello spirito» (1924), entre otros.